# Rangsit Prayurasakdi
Rangsit Prayurasakdi (12 novembre 1885 - 7 mars 1951) fut régent de Thaïlande fils du roi Chulalongkorn et de Chao Chom Manda, il est le frère des rois Vajiravudh et Prajadhipok et du prince Mahidol Adulyadej.

## La vie au Siam
Aujourd'hui, une statue du prince Rangsit se trouve en face du ministère de la Santé publique , dont il est le père fondateur. Il a également travaillé pour améliorer le système universitaire du pays, servant de premier directeur général du Département des affaires de l'Université, et le président de la Commission de l'aménagement et du développement de l'Université Chulalongkorn.
Après la Révolution siamois de 1932, le prince Rangsit ne s'est pas impliqué dans la politique, mais a néanmoins été perçu comme une menace par le gouvernement militaire pro-fasciste du général Phibunsongkhram, qui a arrêté le prince sous les accusations de trahison en 1938. C'était peut-être dû à son poste comme le prince le plus élevé restant dans le pays à l'époque. En prison, il a passé beaucoup de son temps à la méditation et à la rédaction d'une revue qui raconte ses enfants, souvenirs et expériences de voyage de l'Europe pour la première fois en 1899. Le 28 septembre 1943, après avoir été emprisonné pendant 4 ans et 9 mois, le prince Rangsit est libéré par le gouvernement (1 an avant la libération d'autres prisonniers politiques). 
Le prince Rangsit est réputé avoir joué un rôle important pour assurer la continuité de la famille royale de Thaïlande pendant la période d'incertitude qui a suivi l'abdication de son demi-frère cadet, le roi Rama VII, jusqu'aux couronnements de ses deux neveux, le roi Ananda Mahidol et le roi Bhumibol Adulyadej. Après la mort mystérieuse du roi Ananda Mahidol dans le Grand Palais, le prince Bhumibol, le deuxième enfant de son demi-frère, le prince Mahidol Rangsit, a été nommé comme le nouveau roi. Depuis, le nouveau roi d'abord prévu de terminer ses études à l'étranger, le prince Rangsit a été nommé régent le 16 juin 1946, ainsi que président du Conseil suprême de l'État de 1946 à 1951.